# East Nicolaus
East Nicolaus är en census-designated place i Sutter County i Kalifornien. Vid 2010 års folkräkning hade East Nicolaus 225 invånare.